# Drinabanaat

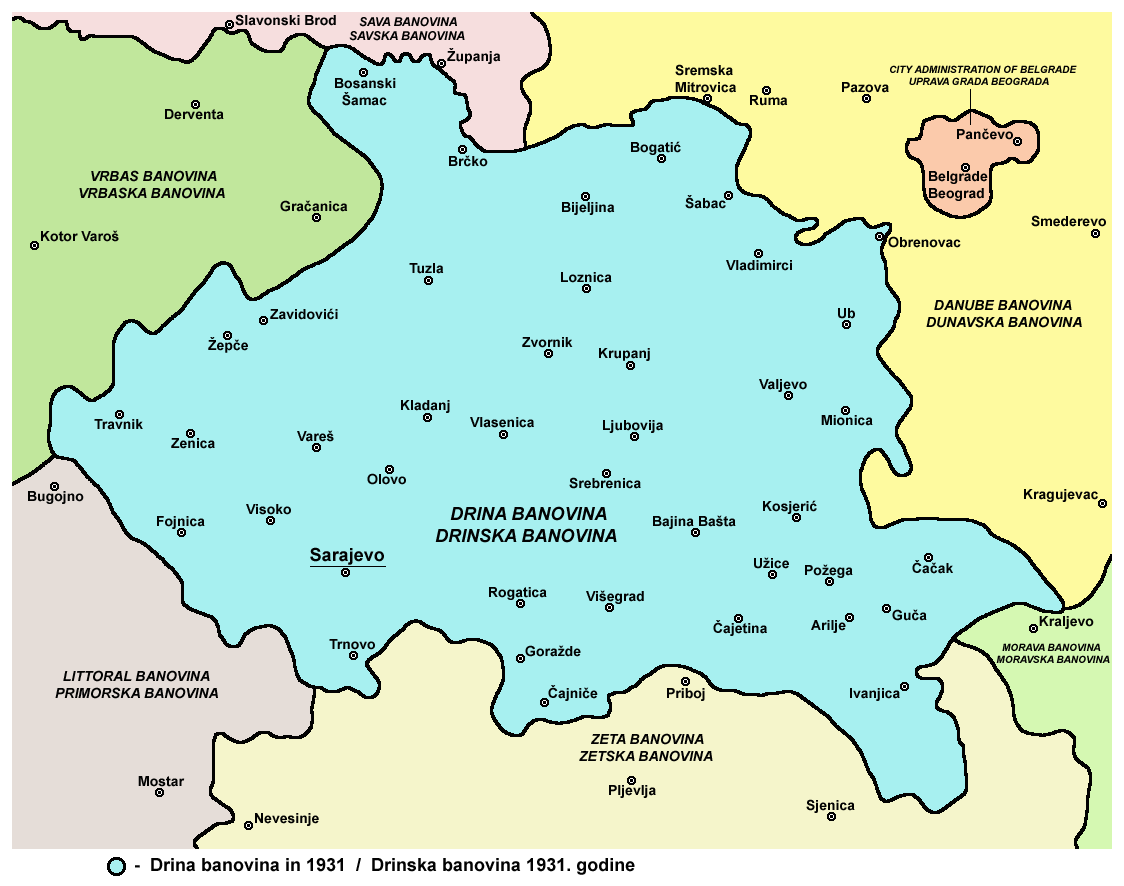
Drina Banovina (1931)

Het Drinabanaat (Servisch: Дринска бановина, Drinska banovina)  was een provincie (banovina van het Koninkrijk Joegoslavië tussen 1929 en 1941. De provincie omvatte grote delen van het huidige Bosnië en Herzegovina, maar ook gebieden van Servië. Het banaat was genoemd naar de rivier de Drina. De hoofdstad was Sarajevo.

## Geschiedenis
In 1941, tijdens de Tweede Wereldoorlog, bezetten de asmogendheden het banaat. Het werd verdeeld onder Servië, dat bezet werd door nazi-Duitsland, en de Onafhankelijke Staat Kroatië.